# يوهانس هود
يوهانس (فان وافيرين) هدي (15 أبريل 1704 23 أبريل 1628) عمدة من أمستردام بين 1672-1703 وهو عالم رياضيات ومحافظ شركة الهند الشرقية الهولندية.